# Heinz Wemper
Heinz Wemper (* 8. Juni 1903 in Hattingen; † 15. Mai 1985) war ein deutscher Schauspieler.

## Leben
In seinem ersten Film „Das Schiff der verlorenen Menschen“ (1929) agierte er neben Marlene Dietrich. Ab 1929 drehte Wemper zwei Filme im Jahr, wie (1937) an der Seite von Hans Albers und Heinz Rühmann „Der Mann, der Sherlock Holmes war“. In dem großen Kinoerfolg „Tanz auf dem Vulkan“ mit Gustaf Gründgens (1938) brillierte er in einer seiner Paraderollen.

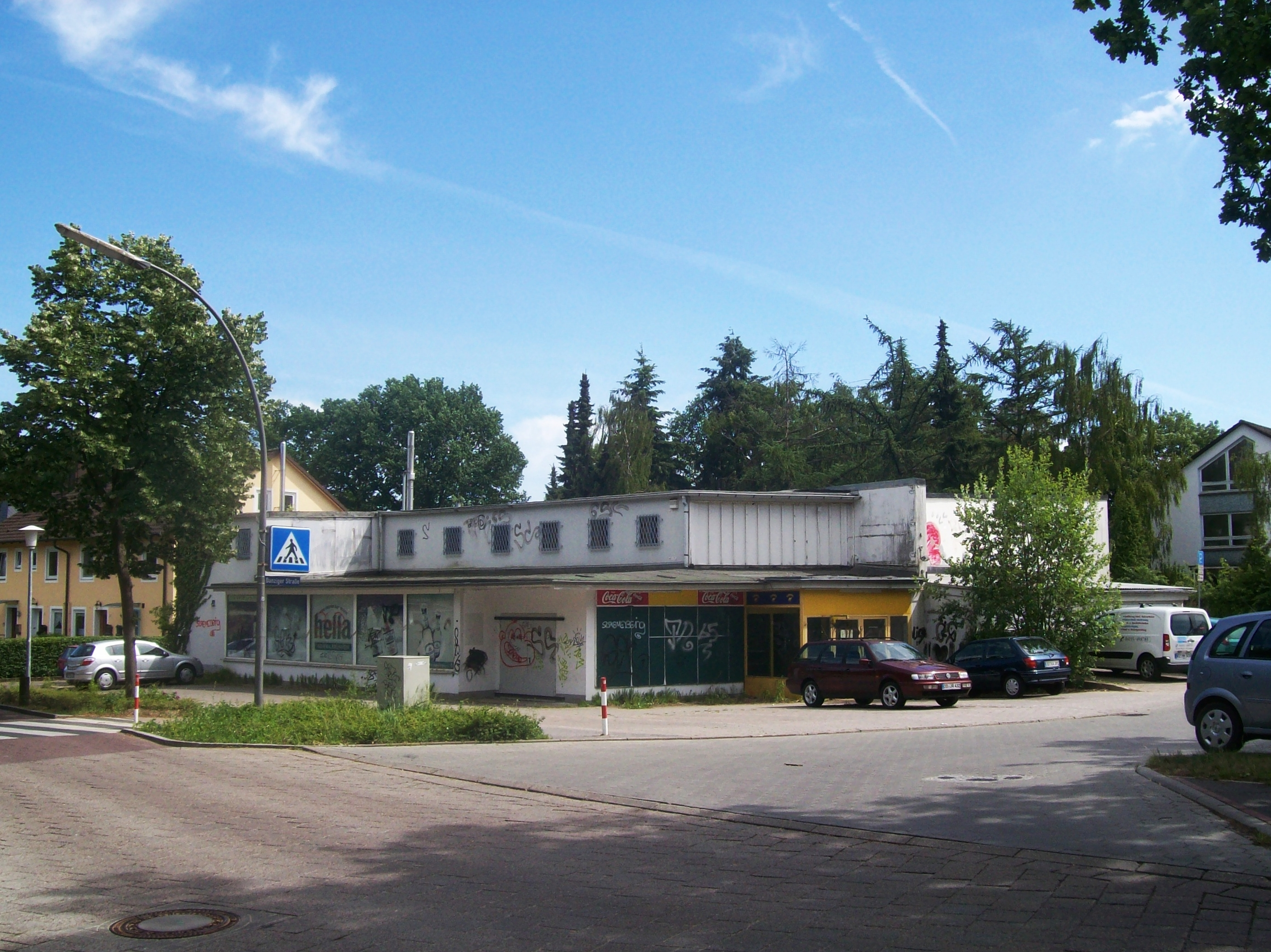
Ehemaliges Kino „Carpe diem“ in Reinbek, kurz vor dem Abriss

Sein künstlerisches Schaffen änderte sich in der Nachkriegszeit in erster Linie in Richtung der Theaterbühne. Bereits als junger Theaterschauspieler hatte er sich als Faust einen großen Namen auf deutschen Bühnen gemacht. Er arbeitete ebenso sehr erfolgreich in der Nachkriegszeit als Film-Regisseur.
1960 schuf Wemper einen bis dahin völlig neuen Filmtheatertyp, das „Totalfilmtheater“ in Reinbek bei Hamburg. Wenige Jahre nach Eröffnung des „Carpe Diem“ übernahmen viele deutsche und ausländische „Filmtheater-Neueröffnungen“ sein Patent. Wemper räumte mit der starren und planen Bildwand eines herkömmlichen Kinos auf. Er kreierte als erster die „Halbrunde Bildwand“ und bot somit dem Publikum einen erheblich größeren Filmgenuss als bisher.
Heinz Wemper war in erster Ehe verheiratet mit der Schauspielkollegin Hela Gruel, diese Ehe blieb kinderlos. 1942 heiratete er Gerda Doerk und wurde Vater von drei Kindern, zwei Mädchen (Thordis + Alrun) und einem Sohn (Timm-Hagen).

## Filmografie (Auswahl)
- 1929: Das Schiff der verlorenen Menschen
- 1932: Theodor Körner
- 1932: Glück über Nacht
- 1933: Der Polizeibericht meldet
- 1933: Die Unschuld vom Lande
- 1934: Meine Frau, die Schützenkönigin
- 1934: Gold
- 1935: Das Mädchen Johanna
- 1935: Schwarze Rosen
- 1935: Der Zigeunerbaron
- 1936: Der Kurier des Zaren
- 1936: Moskau – Shanghai
- 1937: Der Mann, der Sherlock Holmes war
- 1938: Tanz auf dem Vulkan
- 1938: Sergeant Berry
- 1938: Mordsache Holm
- 1941: Stukas
- 1942: GPU
- 1943: Akrobat schö-ö-ö-n
- 1966: Die Ermittlung
- 1966: Hafenpolizei (Fernsehserie) – Juwelen nach Maß